# Najib Ammari
Najib Ammari (n. 10 aprilie 1992, Marsilia, Franța) este un fotbalist algerian și francez, care joacă pe post de mijlocaș la FCV Farul în SuperLiga României. Pe plan internațional, are prezențe la națională pentru Algeria U17⁠(d).